# 阿巴赫河 (蘭河支流)
50°55′42.4″N 8°16′57.2″E / 50.928444°N 8.282556°E
阿巴赫河（德語：Ahbach），是德國的河流，位於該國西部，處於北萊茵-威斯特法倫州，該河流屬於蘭河的左支流，河道全長3.4公里，流域面積4平方公里。